# Josh McDowell
Joslin „Josh“ McDowell (* 17. August 1939 in Union City) ist ein evangelikaler US-amerikanischer Apologet, Erweckungsprediger und Autor.

## Leben
McDowell wuchs mit vier Geschwistern auf. Er arbeitete zuerst bei der Air National Guard, wo er eine Ausbildung zum Flugzeugmechaniker erhielt. Infolge einer Kopfverletzung wechselte er auf das Kellogg College in Michigan, um Jura und Politik zu studieren.
Nach seiner eigenen Aussage war er ein Agnostiker, der forschte, um zu prüfen, ob es historische Belege für den christlichen Glauben gibt. Jedoch wandte er sich danach dem Evangelikalismus zu, weil er von der historischen Richtigkeit der biblischen Erzählungen überzeugt wurde statt einen Gegenbeweis zu finden. Er wechselte an das Wheaton College nach Illinois, wo er seinen Bachelor of Arts erhielt. In Gottesdiensten und evangelistischen Veranstaltungen sprach er über seinen neu gefundenen Glauben. McDowell besuchte danach das Talbot Theological Seminary der christlichen Privatuniversität Biola University im kalifornischen La Mirada, wo er seinen Master of Divinity mit Magna Cum Laude erhielt.
1964 wurde McDowell Mitarbeiter bei Campus Crusade for Christ International (CCC). Für mehrere Jahrzehnte arbeitete McDowell als reisender Evangelist für CCC. Zudem leitete er über mehrere Jahre hinweg einen internationalen Arbeitszweig von CCC unter dem Namen Josh McDowell Ministry, der heute Josh.org heißt. McDowell hielt zunächst Vorträge vor Studenten, veröffentlichte aber auch bald viele Bücher und ab 1970 Diskussionsaufzeichnungen, später wurden Beiträge von ihm auch im Radio gesendet.
Er gründete auch das Hilfswerk Carelift, das ein Teil von Global Aid Network (GAiN) und auch ein Zweig von Campus für Christus ist und seit 1991 finanzielle und praktische Hilfe in die Republiken der ehemaligen Sowjetunion bringt.
Bis 2015 hielt McDowell in 118 Ländern an mehr als 1000 Universitäten, vor über 10 Millionen jungen Leuten ca. 24.000 Vorträge und schrieb auch 115 Bücher.
McDowell ist verheiratet mit Dottie Youd, sie haben vier Kinder und leben in Dallas, Texas.

## Auszeichnungen
- 1982 wurde McDowell Ehrendoktor der Rechtswissenschaften der Simon Greenleaf School of Law, heute Trinity Law School
- 1995 Ehrenmitglied der Medizinischen Gesellschaft für Kinderheilkunde in Russland, als Anerkennung seiner Arbeit unter den Kindern von Russland
- Ehrenmitglied des russischen Clubs der Wissenschaftler[4]

## Werke

### In Englisch (Auswahl)
- Evidence for the Resurrection, Regal Books, Ventura, California, 2009
- The Unshakable Truth: How You Can Experience the 12 Essentials of a Relevant Faith, Harvest House Publishers, 2010
- Evidence for the Historical Jesus: A Compelling Case for His Life and His Claims, Harvest House Publishers, 2011

### In deutscher Übersetzung
Als Alleinautor
- Die Tatsache der Auferstehung. Christliche Literatur-Verbreitung, Bielefeld 1986. (6. überarbeitete Auflage 2013, ISBN 978-3-89397-712-3).
- Jesus – eine biblische Verteidigung seiner Gottheit. Memra, 2. Auflage 1986, ISBN 978-3-8149-4007-6.
- Die Bibel im Test. Tatsachen und Argumente für die Wahrheit der Bibel. Christliche Literatur-Verbreitung, Bielefeld 1992 (2002, ISBN 978-3-89397-490-0).
- Kein Weg zurück? Sex, Schuld und Vergebung. Verlag der Francke-Buchhandlung, Marburg 1992, ISBN 978-3-86122-016-9.
- Skeptiker suchen ihren Weg. Verlag der Francke-Buchhandlung, Marburg 1992, ISBN 978-3-88224-958-3.
- Das kann ich nicht glauben! Antworten auf skeptische Fragen. Christliche Literatur-Verbreitung, Bielefeld 1997, ISBN 978-3-89397-788-8.
- Werden, wie Gott mich meint. Edition Trobisch 1997, ISBN 978-3-87827-013-3.
- Die Papa-Connection. Gerth Medien, Asslar 2000, ISBN 978-3-89437-633-8.
- Von Gott und andern Dingen. SCM Hänssler, Holzgerlingen 2000, ISBN 978-3-7751-3392-0.
- Generation ohne Bindung: Wie wir unsere Jugend davor bewahren können, sich selbst zu zerstören. Christliche Verlagsgesellschaft, Dillenburg 2002, ISBN 978-3-89436-325-3.
- Wer ist dieser Mensch? Hänssler, Holzgerlingen, 7. Auflage 2002, ISBN 978-3-7751-1656-5 (Neuauflagen: Christliche Literatur-Verbreitung, Bielefeld 2004. SCM Hänssler, Holzgerlingen 2010, ISBN 978-3-7751-4659-3).
- Die Fakten des Glaubens: Die Bibel im Test: Fundierte Antworten auf herausfordernde Fragen an Gottes Wort, Hänssler, Holzgerlingen 2003, ISBN 978-3-89397-632-4.
- Gottes Prädikat: Unendlich wertvoll. Hänssler, Holzgerlingen 2004, ISBN 978-3-7751-4164-2 (Originaltitel: See yourself as God sees You).
- Warum Topfpflanzen keine Gebete erhören: 42 Irrtümer rund um den Glauben. Christliche Verlagsgesellschaft, Dillenburg (2. Auflage 2005, ISBN 978-3-89436-443-4).
- Die letzte christliche Generation: Die Krise ist real, die Verantwortung liegt bei uns. Christliche Verlagsgesellschaft, Dillenburg 2012, ISBN 978-3-89436-939-2.

Als Mitautor
- Mit Don Stewart: Antworten auf skeptische Fragen über den christlichen Glauben. Schulte & Gerth, Asslar, 4. Auflage 1991.
- Mit Dottie McDowell: Katrins Abenteuer am Blaubeersee. Gerth Medien, Asslar 1991, ISBN 978-3-87739-941-5.
- Mit Bob Hostetler: Gib den Verstand (nicht) an der Garderobe ab. Antworten auf 42 knifflige Fragen rund um den Glauben. 1994.
- Mit Bill Wilson: Jesus von Nazareth. Tatsachen und Argumente für Wahrheit der Evangelien. Hänssler, Holzgerlingen 1995, ISBN 978-3-7751-2333-4.
- Mit Bob Hostetler: Handbuch Jugendseelsorge: Ein kompetenter Führer für Jugendmitarbeiter, Prediger, Lehrer und Eltern. Christliche Verlagsgesellschaft, Dillenburg 1998, ISBN 978-3-89436-176-1.
- Mit Paul Lewis: Fünf, Sex, Sieben: Wie können wir uns lieben? Leuchter Edition 1999, ISBN 978-3-87482-506-1.
- Mit John Gilchrist: Islam auf dem Prüfstand. Gerth Medien 2001, ISBN 978-3-89437-722-9.
- Mit Ed Stewart: Erkennen von Gottes Willen. Christliche Verlagsgesellschaft, Dillenburg 2002, ISBN 978-3-89436-316-1.
- Mit Ed Stewart: Mein Freund/Meine Freundin hat ein Problem: Selbstmordgedanken. Notruf 112 Projekt. Christliche Verlagsgesellschaft, Dillenburg 2002, ISBN 978-3-89436-313-0.
- Mit Ed Stewart: Mein Freund/Meine Freundin hat ein Problem: Sexueller Missbrauch. Notruf 112 Projekt. Christliche Verlagsgesellschaft, Dillenburg 2002, ISBN 978-3-89436-323-9.
- Mit Ed Stewart: Mein Freund/Meine Freundin hat ein Problem: Tod eines geliebten Menschen. Notruf 112 Projekt. Christliche Verlagsgesellschaft, Dillenburg 2002, ISBN 978-3-89436-322-2.
- Mit Ed Stewart: Mein Freund/Meine Freundin hat ein Problem: Trennung der Eltern. Notruf 112 Projekt. Christliche Verlagsgesellschaft, Dillenburg 2002, ISBN 978-3-89436-321-5.
- Mit Ed Stewart: Mein Freund/Meine Freundin hat ein Problem: Ungewollte Schwangerschaft. Notruf 112 Projekt. Christliche Verlagsgesellschaft, Dillenburg 2002, ISBN 978-3-89436-315-4.
- Mit Ed Stewart: Mein Freund/Meine Freundin hat ein Problem: Zwischenmenschliche Konflikte. Notruf 112 Projekt Christliche Verlagsgesellschaft, Dillenburg 2002, ISBN 978-3-89436-314-7.
- Mit Bob Hostetler: Frühstück, fertig, los! Andachten für die Familie. Hänssler, Holzgerlingen 2003 ISBN 978-3-7751-3967-0 (Neuauflage: Christliche Verlagsgesellschaft, Dillenburg 2012, ISBN 978-3-89436-982-8).
- Mit Ed Stewart: Sexueller Missbrauch/Ungewollte Schwangerschaft. Notruf 112 Projekt. Christliche Verlagsgesellschaft, Dillenburg (2. Auflage 2008, ISBN 978-3-89436-673-5).
- Mit Ed Stewart: Wahre Liebe finden. Erkennen von Gottes Willen. Notruf 112 Projekt. Christliche Verlagsgesellschaft, Dillenburg (2. Auflage 2008, ISBN 978-3-89436-670-4).
- Mit Cristóbal Krusen: Ein Skeptiker kapituliert. Christliche Literatur-Verbreitung, Bielefeld 2012, ISBN 978-3-86699-146-0.